# Stephanie Shirley

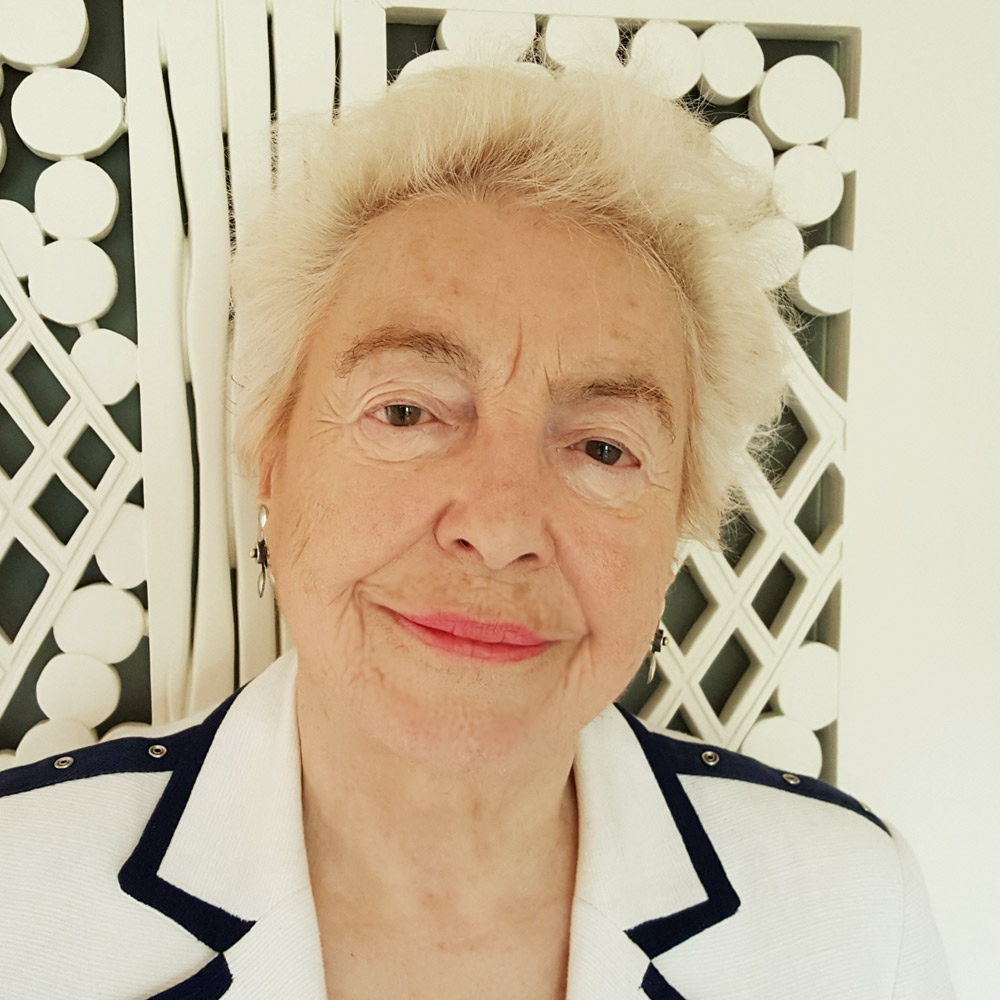
Stephanie Shirley (2015)

Dame Stephanie „Steve“ Shirley CH, DBE, FRSA (geboren 16. September 1933 als Vera Stephanie Buchthal in Dortmund; gestorben 9. August 2025) war eine britische Unternehmerin und Philanthropin deutscher Herkunft.

## Leben
Vera Buchthal wuchs zusammen mit ihrer vier Jahre älteren Schwester Renate auf. Ihr Vater Arnold Buchthal war Landgerichtsrat in Hamm. Ihre Großmutter Rosa Buchthal war die erste Frau, die in Dortmund zur Dezernentin und später zur Stadträtin gewählt wurde, ihr wurde später eine Straße in Dortmund gewidmet.
Veras Vater wurde nach der Machtergreifung der Nationalsozialisten als Jude aus dem Staatsdienst entlassen. Die Familie zog in die Heimat der Mutter nach Österreich. Nach dem Anschluss Österreichs 1938 wurde der Vater kurzzeitig aus rassistischen Gründen verhaftet. Im Juli 1939 schickten die Eltern Vera und Renate mit einem Kindertransport von Wien nach England. Bei der Reise ging Veras Käthe-Kruse-Puppe Ruth verloren, die ihr die Mutter mitgegeben hatte.
In England lebten die Mädchen bei einer Pflegefamilie, die sich zur Aufnahme verfolgter jüdischer Kinder bereiterklärt hatte. Auch ihren inzwischen getrennt lebenden Eltern gelang die Flucht nach England. Renate zog zu ihrer Mutter. Vera, die sich sehr gut mit ihren Pflegeeltern verstand, blieb bei den Pflegeeltern.
Ihr Vater ging eine neue Ehe ein und war nach dem Ende des Nationalsozialismus in Deutschland als Jurist für die Anklage bei den Nürnberger Prozessen eingesetzt. Er arbeitete später als Oberstaatsanwalt in Frankfurt am Main, bis er 1957 aus politischen Gründen von dem ehemaligen Nationalsozialisten Heinrich Anton Wolf abgelöst und in ein Richteramt in Darmstadt abgeschoben wurde.
Um sich von ihrer deutschen Herkunft abzugrenzen, ließ sich Vera in England mit ihrem zweiten Vornamen Stephanie anreden. Im Alter von 18 Jahren nahm sie die britische Staatsbürgerschaft an und trug sich als Stephanie Brook ein. Während der Schulzeit wurde sie als einziges Mädchen in die ortsansässige Jungenschule zum Mathematikunterricht zugelassen. Diese Schulausbildung in Naturwissenschaften empfand sie als nicht ausreichend und vertiefte ihr Wissen in Mathematik später in einer Abendschule. Sie entschied sich gegen ein Studium, als sie eine Stelle in der Abteilung für Statistik bei der Royal Mail (Post) angeboten bekam. Dort entwickelte sie Software, erhielt jedoch von Vorgesetzten keine Aufstiegschancen. Sie nannte diese für Frauen verbaute Karriere „die gläserne Decke“. Mit 26 Jahren heiratete sie Derek Shirley, einen Techniker, und führte von nun an seinen Familiennamen Shirley.

### Software-Firma FI
1962 machte sich Stephanie Shirley mit der Softwarefirma F. International Group selbständig. „Ich wurde ausgelacht, weil ich eine Frau war und Software verkaufen wollte“, sagte sie 2014. In ihrem Unternehmen stellte sie ausschließlich Frauen ein und förderte die Berufsmöglichkeiten von Frauen mit Kindern. Das F im Firmennamen wurde deshalb häufig missgedeutet als 'feministisch', war rechtlich jedoch eingetragen als 'freelance', da bis auf eine Handvoll Mitarbeiterinnen sämtliche Softwareentwicklerinnen freiberuflich tätig waren. Um in der männlich dominierten IT-Welt akzeptiert zu werden, verwendete Shirley den männlichen Vornamen Steve; auch später wurde sie so angesprochen. 1963 wurde ihr Sohn Giles geboren. Mit dem Sex Discrimination Act von 1975 war die Bevorzugung von Frauen in Großbritannien nicht mehr möglich, sie musste nun auch Männer einstellen. Mitte der 1980er Jahre hatte ihr Unternehmen etwa 1000 Mitarbeiterinnen und Mitarbeiter und machte einen Umsatz von 7,6 Millionen Pfund. Bei ihrem Sohn wurde Autismus diagnostiziert, was von Anfang an eine Belastung der Eltern bedeutete. Als er im Teenageralter war, wurde er in ein Heim gegeben.
1993 zog sie sich aus dem Unternehmen zurück, das später Xansa hieß, und übergab das operative Geschäft an Hilary Cropper, die dadurch zur bestbezahlten Geschäftsfrau in Großbritannien wurde. Im Laufe der Jahre vor dem Verkauf des Unternehmens an die französische Steria-Gruppe hatte Shirley ca. 26 % der Anteile den Beschäftigten überschrieben; es war eine der ersten Mitarbeiterbeteiligungen in Großbritannien. Der Verkauf 2007 brachte ihr 150 Millionen Pfund ein, wodurch sie zur drittreichsten Frau Großbritanniens wurde. Das Unternehmen ging von der Steria-Gruppe an die Steria Mummert Consulting über. Shirley übernahm Funktionen in den Aufsichtsräten von Tandem Computers (1992 bis 1997), von 1999 bis 2001 bei John Lewis Partnership und bei Korn/Ferry von 2001 bis 2004.

### Philanthropie
Ab 1993 betätigte sie sich wohltätig. Bis 2010 stellte sie 50 Millionen Britische Pfund aus ihrem Vermögen wohltätigen Zwecken zur Verfügung; dazu gründete sie 1996 eine eigene Stiftung, die Shirley Foundation. Ihr Sohn Giles starb 1998. Sie kümmerte sich besonders um von Autismus und dem Asperger-Syndrom betroffene Menschen und förderte die Arbeit des Mediziners Simon Baron-Cohen.
Mehrere Sitzungen in den Britischen Parlamenten beschäftigten sich mit ihrem Engagement, so etwa die im House of Commons am 16. Mai 2000:
„The [parliamentary autism] group is being generously sponsored by the Shirley Foundation – it is proper to place that support on the record and to acknowledge the generosity of the foundation and its founder, Dame Stephanie Shirley.“
Shirley wurde 1980 zunächst als Officer in den Order of the British Empire aufgenommen, im Jahr 2001 wurde sie als Dame Commander des Order of the British Empire geadelt. Sie erhielt 2006 den Ehrendoktor der University of Bath, 2009 den der Open University (Milton Keynes). Als erste Frau wurde sie an die Spitze der British Computer Society berufen. 2018 wurde sie Fellow des Computer History Museum. 2017 wurde sie in den Order of the Companions of Honour aufgenommen.
Sie wohnte mit ihrem Mann in Henley-on-Thames und hatte einen Blick auf die Regatta-Strecke. 2012 veröffentlichte sie ihre Memoiren unter dem Titel Let IT Go – loslassen.
Ihre beim Kindertransport verloren gegangene Käthe-Kruse-Puppe fand sich später wieder. Sie befindet sich im Londoner Museum of Childhood. Der Judenstern, den ihre Großmutter Rosa Buchthal im holländischen Exil tragen musste, wird in der permanenten Holocaust Exhibition des Londoner Imperial War Museum gezeigt.

## Publikationen
- Dame Stephanie Shirley, Richard Askwith: Let IT Go – The Memoirs of Dame Stephanie Shirley. Andrews UK Limited, 2012, ISBN 978-1-78234-282-3.
  - Stephanie Shirley, Richard Askwith: Ein unmögliches Leben: Die außergewöhnliche Geschichte einer Frau, die die Regeln der Männer brach und ihren eigenen Weg ging. Übersetzung Albrecht Schreiber. Goldmann Verlag, 2020, ISBN 978-3-442-14254-5

## Audio
- Vor 85 Jahren – Der erste Kindertransport-Zug von Berlin nach London, 6:03 Minuten-Audio, von Christine Heuer Deutschlandfunk 1. Dezember 2023